# 廖虹宇
廖虹宇（1978年7月—），四川大竹人，汉族，中国共产党党员。中华人民共和国政治人物、第十三届全国人民代表大会海南地区代表。

## 生平
2018年2月24日，当选为第十三届全国人大代表。